# Gierłoż (powiat Kętrzyński)
Gierłoż (Duits: Görlitz in Ostpreußen) is een dorp in de Poolse woiwodschap Ermland-Mazurië. Het dorp maakt deel uit van de gemeente Kętrzyn en telt 24 inwoners.
Nabij Gierłoż ligt een van de voormalige Führerhauptquartiere van Adolf Hitler, namelijk de Wolfsschanze.

## Verkeer en vervoer
Het Station Görlitz (Ostpr.) lag aan de lijn van Rastenburg (Kętrzyn) naar Angerburg (Węgorzewo). 
Na de Tweede Wereldoorlog is de lijn door de Russen als oorlogsbuit opgebroken. Hoewel de lijn in 1949 werd heropend, stoppen er in Gierłoż geen treinen meer.

## Sport en recreatie
- Door Gierłoż loopt de Europese wandelroute E11. De E11 loopt van Den Haag in het westen naar Tallinn in het oosten. Ter plaatse komt de route vanuit Czerniki in het westen en gaat de route verder in oostelijke richting naar Parcz en de Pools-Litouwse  grens.